# 浄土寺 (大分市)

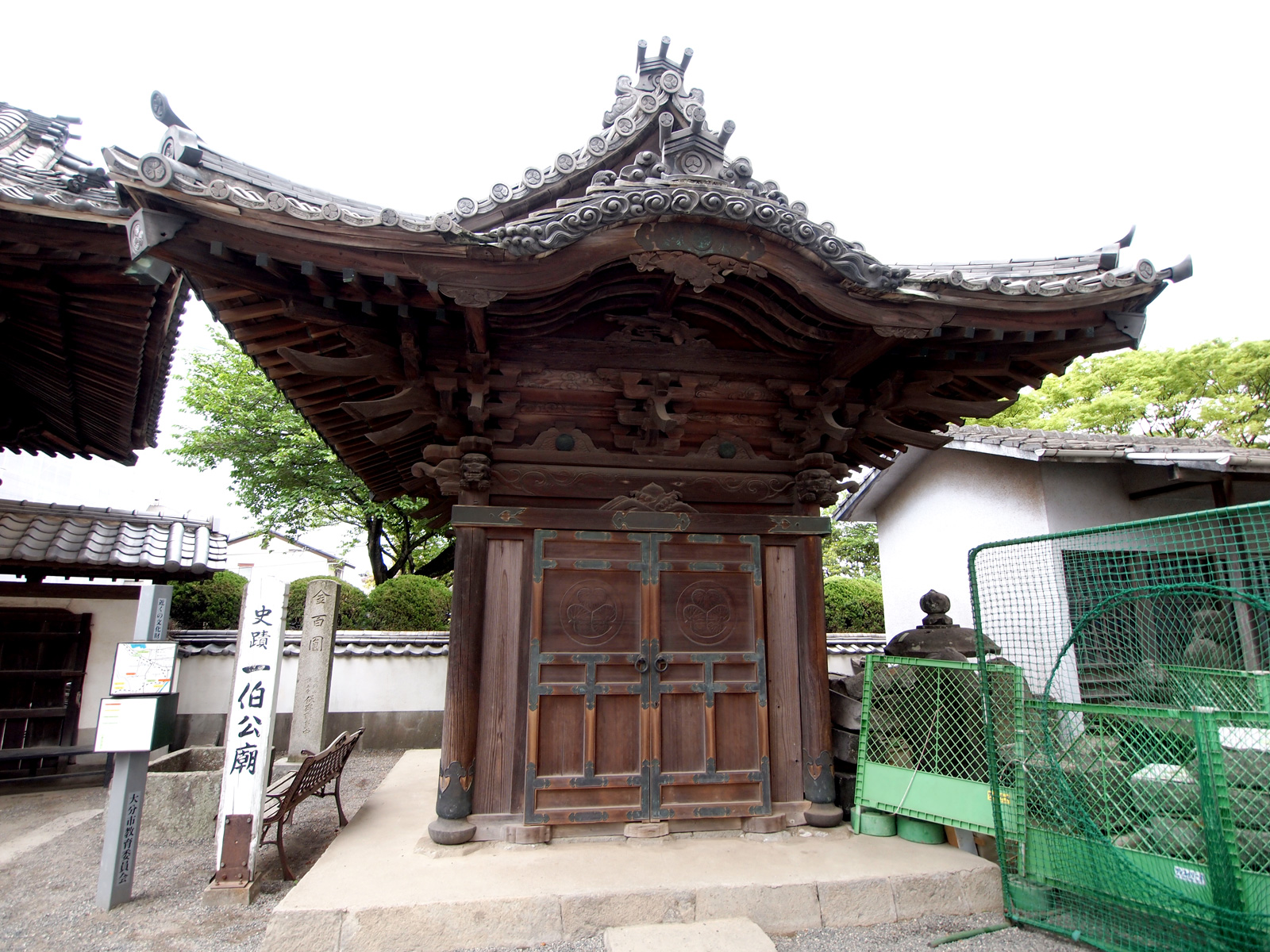
浄土寺一伯公廟

浄土寺（じょうどじ）は、大分県大分市王子西町にある浄土宗鎮西派の寺院である。山号は見仏山、院号は西巌院。本尊は阿弥陀如来。豊後国府内藩に配流された松平忠直（一伯）の墓所があることで知られる。本堂、一伯公廟などは2008年（平成20年）10月23日に国の登録有形文化財に登録されている。

## 沿革
1501年（文亀元年）に、大友氏第18代当主大友親治により、満誉覚了上人を開山として創建されたと伝えられる。
1586年（天正14年）の島津氏の豊後侵攻や、江戸時代中期の大火によって堂宇は焼失し、現存する本堂は1849年（嘉永2年）に再建されたものである。一伯公廟も江戸時代後期の建築とされる。
2009年（平成21年）からは、本堂や庫裏を建築当時の姿に戻すための大改修が行われている。

## 伽藍

### 本堂
本堂は、境内のほぼ中央に位置し東面する。入母屋造本瓦葺の大規模な七間堂で、正面に一間向拝が付されている。四天柱上部の組物や支輪などには琴や琵琶などの装飾が彫られている。
本尊の阿弥陀如来は、恵心僧都の作と伝えられる。

### 庫裏
江戸時代初期から中期に建てられた臼杵城（大分県臼杵市）の書院を移築したものであると伝えられている。

### 一伯公廟
一伯公廟は江戸後期に建造されたもので、松平忠直（一伯）とその愛妾であったお蘭の方の墓碑を安置する霊廟である。本堂の東に位置する、桁行3.0m・梁間2.4mの入母屋造妻入桟瓦葺で、正面には軒唐破風が付されている。近世における廟所建築の好例とされる。
忠直は豊後への配流後すさんだ生活を送っていたが、お蘭の方を葬ったことが縁で浄土寺住職と親交を結び、浄土寺を菩提寺とした。境内には忠直とお蘭の方の墓石が残されており、その銘から忠直の墓は逆修墓（生前に作られた墓）であることが分かっている。

## 文化財
- 登録有形文化財（7件）
  - 本堂
  - 庫裏
  - 玄関及び渡廊下
  - 大弁財天石宮
  - 一伯公廟
  - 表門
  - 北門

## 交通
- JR九州日豊本線西大分駅から徒歩約10分